# Edmond de la Fontaine
Edmond de la Fontaine (Ciutat de Luxemburg 24 de juliol de 1823 - 24 de juny de 1891), més conegut pel seu pseudònim de Dicks, va ser un poeta, jurista, letrista i polític luxemburguès, conegut pel seu treball en llengua luxemburguesa. Se'l considera el poeta nacional de Luxemburg, i junt amb Michel Lentz i Michel Rodange, una de les figures més importants a la història de la literatura de Luxemburg. A més a més, el seu Luxemburger Sitten und brauche va ser una de les primeres etnografies més influents sobre el poble de Luxemburg.
Fontaine va ser el tercer fill de Gaspard-Théodore-Ignace de la Fontaine, nomenat governador de Luxemburg el 1841, i posteriorment el primer ministre de Luxemburg el 1848.
Fontaine va estudiar dret a la Universitat de Lieja, i va passar un any més a Heidelberg seguint estudis germànics des de 1844 fins a 1847, abans de convertir-se en advocat el 1850. Des de 1867 fins a 1870, va exercir el càrrec d'alcalde de Stadtbredimus, a l'est de Luxemburg, i va exercir com a jutge de pau a Vianden a partir de 1881 i 1889. Va viure en el castell de Stadtbredimus de 1858 a 1881, última dècada de la seva vida.

## Obres

### Cançons
- Liss, du bass mäi Caprice
- Den Hexemeeschter

### Poesia
- D'Vulleparlament am Grengewald 1848

### Prosa
- De Wëllefchen a de Fiischen
- D'Vulleparlament am Gréngewald
- Am Wanter
- Komeidisteck

### Etnografies
- Luxemburger Sitten und Bräuche, Luxemburg: Brück 1883 (in German)
- Die luxemburger Kinderreime, Luxemburg: Bück 1877